# Daïra d'Ouzera
La daïra d'Ouzera est une circonscription administrative algérienne située dans la wilaya de Médéa et la région du Titteri. Son chef-lieu est situé sur la commune éponyme d'Ouzera.
La daïra regroupe les quatre communes d'Ouzera, Tizi Mahdi, El Hamdania et Benchicao.